# (29644) 1998 VA33
1998 في أي 33 (ويعرف أيضًا باسم (29644) 1998 في أي 33 وفق تسمية الكوكب الصغير) (بالإنجليزية: 1998 VA33)‏ هو كويكب ضمن حزام الكويكبات؛ وترتيبه 29644 من حيث الاكتشاف.
اكتُشف هذا الجُرم الفلكي بواسطة ناوتو ساتو في 11 نوفمبر 1998.

## وصلات خارجية
- (29644) 1998 VA33 في قاعدة بيانات مختبر الدفع النفاث لأجرام النظام الشمسي الصغيرة

- الاكتشاف · مخطط المدار ·  العناصر المدارية · المعلمات المادية

- (29644) 1998 VA33 على موقع ويكي سكاي: DSS2, SDSS, GALEX, IRAS, Hydrogen α, X-Ray, Astrophoto, Sky Map, Articles and images